# Caudillos de Chihuahua
Los Caudillos de Chihuahua son un equipo mexicano de fútbol americano con sede en Chihuahua, Chihuahua. Compiten en la Liga de Fútbol Americano Profesional y juegan sus partidos como local en el Estadio Olímpico Universitario de la Universidad Autónoma de Chihuahua.

## Historia
Los Caudillos de Chihuahua fueron fundados en 2019 como parte de la expansión de la liga Fútbol Americano de México (FAM), una liga de fútbol americano en México iniciada como alternativa a la Liga de Fútbol Americano Profesional de México, siendo anunciado esto el 1 de agosto en rueda de prensa, donde también se dio a conocer que el empresario Jorge Ginther sería su Presidente, Juan Pablo Zaldívar Esquivel su Coordinador General y Mauricio Balderrama su Entrenador en Jefe, así como que el nombre del equipo sería decidido por los fanáticos mediante una dinámica en Facebook.
El 9 de agosto fue elegido el nombre de Caudillos por la afición, y el 11 de agosto se dio a conocer que los colores y el uniforme del equipo serían elegidos igual que el nombre, y a finales de mes se procedió a repetir la dinámica para la realización del logotipo.
Las pruebas para elegir a la plantilla de jugadores se realizaron en varias fases en la Ciudad de Chihuahua en Chihuahua así como en El Paso en Texas, Estados Unidos, siendo todas dirigidas por Balderrama y Zaldívar.
El 9 de noviembre, el equipo anunció que jugarían sus partidos como local en el Estadio Olímpico Universitario, perteneciente a la Universidad Autónoma de Chihuahua, luego de un convenio firmado entre el presidente del equipo, Jorge Ginther y el rector de la Universidad.

### Era Balderrama

#### Temporada 2020: Gran inicio
Los Caudillos debutaron en el fútbol americano de México el 22 de febrero de 2020, en un partido ante los Tequileros de Jalisco en el Estadio Olímpico Universitario de Chihuahua, con un marcador de 53 puntos por 13 en favor del equipo local.
Durante la semana 2 los Caudillos visitaron a los Rojos de Lindavista en la Ciudad de México obteniendo un triunfo de 21 puntos sobre cero. Para la semana 3 el equipo recibió a los Centauros de Ciudad Juárez teniendo un triunfo de 69 puntos a 3, siendo la victoria con más puntos en la historia de la franquicia y de la Liga de Fútbol Americano de México.
Posteriormente en la semana 4 el equipo visitaría a los Bulldogs de Naucalpan, partido que resultó en un triunfo para los chihuahuenses de 21 puntos por 12. Posterior a este partido la liga anunciaría que la temporada sería suspendida indefinidamente debido a la Pandemia de COVID-19 en México siendo este el último partido jugado en la temporada.
Finalmente en agosto la Liga confirmó la cancelación de la temporada sin ningún campeón debido al avance de la pandemia. Ante esto, Caudillos terminaría la temporada como el único equipo invicto y el que mayor número de puntos anotara a sus rivales.

#### Temporada baja larga por Pandemia de COVID-19
Posteriormente, y en vistas a la tercera temporada planificada a realizarse en primavera de 2021, los Caudillos iniciaron su preparación a finales de 2020 realizando algunas contrataciones entre las que destacaron la del quarterback Víctor Cruz y el linero ofensivo Diego Bedolla. También destacó la contratación del running back egresado de la Universidad de Alabama y ex NFL, Trent Richardson, destacando como la contratación de mayor calibre en la historia del fútbol americano de México.
Finalmente, en abril de 2021, la liga anunció que la temporada sería pospuesta para el siguiente año debido a las restricciones dadas a causa de la Pandemia de COVID-19 en México.
El 9 de febrero de 2022, el entrenador Mauricio Balderrama anunció en un comunicado que renunciaría a su puesto como headcoach a poco más de dos meses de iniciar la Temporada 2022.

### Era Landeros
Después de la renuncia de Mauricio Balderrama como headcoach en febrero de 2022, el equipo anunció que su nuevo headcoach sería Federico Landeros para debutar en la Temporada 2022.

#### Temporada 2022
La temporada 2022 inició con un duelo de visita ante los Parrilleros de Monterrey en el Estadio Banorte programado para el 29 de abril de 2022, en el cual los Caudillos encontraron su primera derrota por un resultado de 28 puntos a 9. La siguiente semana, los Caudillos recibieron a Pioneros de Querétaro, resultado en la primera victoria para Caudillos en su temporada con un total de 43 a 6 puntos.
Posteriormente, el equipo tendría su semana de descanso conforme a lo establecido en el calendario de la liga para posteriormente enfrentarse en casa a los Rojos el 22 de mayo, resultando en la segunda derrota de los Caudillos toda vez que el partido finalizó con un resultado de 49 puntos a 40 en favor de los Rojos. La siguiente semana, Caudillos viajó a Guadalajara para ser recibidos por los Tequileros de Jalisco, en un duelo que finalizó con la victoria de Caudillos con un resultado de 31 a 14.
La siguiente participación de Caudillos sería el 4 de junio contra los Tiburones de Cancún en el Estadio Olímpico, partido que finalizó con una victoria de 62 puntos por cero. Posteriormente, los Caudillos visitarían a los Jefes de Ciudad Juárez en el duelo correspondiente a la semana 7, el cual finalizó con otra victoria para Caudillos con un marcador de 21-14.
Para la semana 8 los Caudillos visitarían a los Marlins de Los Cabos para un encuentro programado para el 18 de junio, pero el calendario fue cambiado unos días antes del encuentro por lo cual sería el equipo de Los Cabos el que viajaría a Chihuahua para enfrentarse a Caudillos, hecho que generó expectación. Finalmente, el partido resultó con una derrota para Caudillos con un marcador de 32 puntos por 29. Los Caudillos cerraron su temporada regular recibiendo a los Bulldogs de Naucalpan para la semana 9, en un duelo que finalizó con el triunfo de los Caudillos 61 a 12 y que se tradujo en su clasificación a postemporada al clasificar como cuarto preclasificado de la liga.
Posteriormente los Caudillos visitarían a los Parrilleros de Monterrey en lo que sería su primer duelo de postemporada en búsqueda de lograr llegar a la final ante los Rojos CDMX, pero perdieron el partido por un marcador de 27 a 23, hecho que se tradujo en su primera derrota de postemporada y en su eliminación y consecuente finalización de la temporada 2022.

### Integración en la LFA
El 30 de septiembre de 2022, la FAM anunció súbitamente su disolución, razón por la cual se empezó a especular que los Caudillos se cambiarían a la Liga de Fútbol Americano Profesional. Finalmente el 18 de octubre, se anunció oficialmente a los Caudillos de Chihuahua como el cuarto equipo de expansión para la temporada 2023 de la LFA.

#### Temporada 2023: Campeones invictos
Para la Temporada 2023 los Caudillos reclutaron como sus principales refuerzos al quarterback Jeremy Johnson y al linebacker Daniel Carrete procedentes de los extintos Parrilleros de Monterrey y de los Dinos de Saltillo respectivamente. Así mismo, también contrataron a los linieros ofensivos Demetrich Anderton, Raymundo Mora y Jordy Frayle que solían jugar anteriormente para equipos de la extinta FAM.
El equipo arrancó la temporada visitando a los Jefes de Ciudad Juárez el 5 de marzo de 2023, partido en el cual obtuvieron la victoria al vencer con un marcador de 20 puntos por 12. Para la semana dos, los Caudillos recibieron a los Galgos de Tijuana para lograr una victoria por una puntuación de 51 puntos por 16. Posteriormente, el equipo repitió en casa para la semana 3, recibiendo a los Reds CDMX en un duelo por el primer lugar de la tabla de clasificación que terminó afianzando a los Caudillos que obtuvieron la victoria de 25 puntos por 7 en el que fue además el primer partido de la Liga en realizarse bajo un clima nevado.
Para la semana 4 el equipo viajó a la Ciudad de México para enfrentarse a los Mexicas en donde luego de ir perdiendo 21 puntos por 7 para el medio cuarto, terminó con un regreso que se tradujo en una victoria para el equipo chihuahuense de 42 puntos por 34. En la semana 5, el equipo visitaría a los Reyes de Jalisco en donde lograrían ganar el partido con un resultado de 48 puntos por 14, hecho que haría que hasta ese momento la Temporada 2023 se convirtiera en la temporada con su mejor arranque, pues, habrían superado el invicto de la Temporada 2020 de la FAM en donde iniciarían con 4 victorias al hilo antes de que la temporada se cancelara y además, esta victoria ante Reyes hizo que Caudillos empatara el récord de invicto impuesto por Dinos en la temporada anterior.
Después de una semana de descanso, en la semana 6 Caudillos recibió a Dinos en un partido que luego de un inicio complicado terminó con una victoria de 29 puntos a 19 que a su vez se tradujo en que Caudillos lograra establecer el récord de mejor inicio de temporada al alcanzar seis partidos con victorias consecutivas. La semana posterior, el equipo viajó a Monterrey en donde logró mantener el invicto luego de vencer a los Fundidores LFA 33 puntos por 25, asegurando de esta forma su pase a postemporada.
Para la semana 8, el equipo recibió en casa a los Gallos Negros, en un partido que significó su octava victoria consecutiva con un resultado de 47 a 13 y que también terminaría por asegurar matemáticamente para los caudillos el primer sembrado y el liderato general por lo que descansarían la primera semana de la postemporada y recibirían todos los partidos de postemporada como locales. Posteriormente en la semana 9 el equipo visitó a Raptors en donde el conjunto chihuahuense ganó con 39 puntos por sobre 36.
Finalmente, en la semana 10 Caudillo recibió a Jefes para un segundo encuentro en temporada regular que terminó con un resultado a favor del conjunto chihuahuense de 28 puntos a 12, hecho que significó que los Caudillos fueran el primer equipo en la historia de la liga en terminar una temporada regular perfecta y que a la par afianzó el primer sembrado general que a su vez se tradujo en que el equipo descansara durante la primera semana de la postemporada y recibiera su partido de semifinal en casa.
El 28 de mayo, los Caudillos recibieron en casa para semifinales a los Fundidores de Monterrey luego de que estos vencieran a Reds en su juego de comodín, logrando imponerse sobre el conjunto neoleonés con un resultado de 34 puntos por 20 lo que significó que Caudillos llegara en su primera temporada en la LFA al Tazón México el cual jugaría en casa.
El 10 de junio, los Caudillos se enfrentaron de nueva cuenta a los Dinos de Saltillo para definir al campeón del Tazón México VI, en un partido reñido y con pocos puntos, ganando con un resultado de 10 puntos por cero con un touchdown de Fernando Mejía luego de un corto acarreo de seis yardas junto a un gol de campo de Enrique López por el extra realizados en el tercer cuarto. Finalmente, el equipo chihuahuense se logró anotar otros tres puntos con un gol de campo de 29 yardas anotado por Enrique López en el cuarto cuarto.

## Estadio
El Estadio Olímpico Universitario de la Universidad Autónoma de Chihuahua es la casa de los Caudillos desde que el equipo fue fundado. Fue inaugurado el 24 de mayo de 2007 y cuenta con una capacidad para 22 mil aficionados, y actualmente es compartido con el Chihuahua F.C. de la Liga Premier MX.

## Jugadores y cuerpo técnico

### Entrenadores
Los Caudillos han tenido un total de dos entrenadores jefe a lo largo de su historia. El primero en ocupar el banquillo como entrenador en jefe fue Mauricio Balderrama, quién dirigió al equipo durante su primera temporada en la FAM durante 2019, dirigiendo un total de cuatro partidos antes de que la temporada fuera cancelada debido a la Pandemia por Covid-19 en México, ganando todos los encuentros.
Posteriormente, asumiría los controles del equipo el entrenador Federico Landeros, quien actualmente comanda al equipo y ostente en su haber un récord de cinco juegos ganados y tres perdidos en temporada regular así como una sola participación en postemporada que se tradujo en una derrota.

## Estadísticas
| Temporada       | Entrenador          | Temporada Regular | Temporada Regular | Temporada Regular | Temporada Regular | Temporada Regular | Temporada Regular | Postemporada            | Postemporada            | Postemporada            | Postemporada            | Postemporada            | Postemporada |
| Temporada       | Entrenador          | G                 | P                 | E                 | CTE               | PF                | PC                | G                       | P                       | CTE                     | PF                      | PC                      |              |
| --------------- | ------------------- | ----------------- | ----------------- | ----------------- | ----------------- | ----------------- | ----------------- | ----------------------- | ----------------------- | ----------------------- | ----------------------- | ----------------------- | ------------ |
| 2020            | Mauricio Balderrama | 4                 | 0                 | 0                 | 1.000             | 164               | 28                | Postemporada cancelada. | Postemporada cancelada. | Postemporada cancelada. | Postemporada cancelada. | Postemporada cancelada. |              |
| 2022            | Federico Landeros   | 5                 | 3                 | 0                 | 0.625             | 296               | 155               | 0                       | 1                       | 0.000                   | 23                      | 27                      |              |
| Total FAM       | Total FAM           | 9                 | 3                 | 0                 | 0.750             | 460               | 183               | 0                       | 1                       | 0.000                   | 23                      | 27                      |              |
| 2023            | Federico Landeros   | 10                | 0                 | 0                 | 1.000             | 362               | 188               | 2                       | 0                       | 1.000                   | 44                      | 20                      |              |
| 2024            | Federico Landeros   | 8                 | 0                 | 0                 | 1.000             | 252               | 114               | 2                       | 0                       | 1.000                   | 54                      | 26                      |              |
| 2025            | Federico Landeros   | 5                 | 2                 | 0                 | 0.714             | 173               | 117               | 0                       | 0                       | 0.000                   | 0                       | 0                       |              |
| Total LFA       | Total LFA           | 23                | 2                 | 0                 | 0.920             | 787               | 419               | 4                       | 0                       | 1.000                   | 98                      | 46                      |              |
| Total histórico | Total histórico     | 32                | 5                 | 0                 | 0.864             | 1,247             | 602               | 4                       | 1                       | 0.800                   | 121                     | 73                      |              |

|  | Temporada como campeón.   |
|  | Líder en el departamento. |

## Difusión en medios de comunicación
En su etapa en la FAM, los partidos de los Caudillos eran transmitidos en televisión por el Canal 6 de Grupo Multimedios en televisión abierta local mediante su afiliada XHAUC-TDT. Así mismo, Multimedios también transmitía los partidos por radio en D95 a través del 94.9 MHz de F.M. en la ciudad de Chihuahua.
Sin embargo, con el cambio de liga, los partidos pasaron a transmitirse en varios canales de televisión por cable como TVC Deportes, Latin American Sports y AYM Sports toda vez que en la LFA, la liga comercializa los derechos de transmisión de todos los equipos. Por su parte, la liga transmite los partidos mediante streaming en diversas redes sociales, a la par de algunos otros medios como Máximo Avance Network y MARCA Claro.
Para la Temporada 2025, los partidos locales de Caudillos pasaron a transmitirse en el Canal 44 El Canal de las Noticias y ocasionalmente por Fox Sports.